# Selma Mushkin
Selma J. Mushkin (31 de diciembre de 1913-2 de diciembre de 1979) fue una economista de la salud y educadora estadounidense. Trabajó para el gobierno federal de los Estados Unidos y también pasó 17 años enseñando en tres instituciones académicas diferentes.

## Primeros años y educación
Nació en 1913 en Centerville, Nueva Jersey. Obtuvo una licenciatura de Brooklyn College en 1934, una maestría de la Universidad de Columbia en 1935 y un doctorado de la Nueva Escuela de Investigación Social en 1956.

## Carrera
Se mudó de Nueva York a Washington D. C., en 1937, como jefe de estudios financieros en la Administración del Seguro Social del gobierno federal. Se incorporó al Servicio de Salud Pública de los Estados Unidos como economista en 1949 y permaneció en ese cargo hasta 1960. En 1960, asumió un cargo en la Oficina de Educación. De 1968 a 1970, trabajó en el grupo de expertos del Urban Institute. Fue asesora económica de la Comisión Asesora sobre Relaciones Intergubernamentales de los Estados Unidos, la Oficina de Administración y Presupuesto y la Organización para la Cooperación y el Desarrollo Económicos.
También ocupó cargos docentes en tres universidades diferentes: la Universidad Johns Hopkins (1952–53), Universidad George Washington (1963–68) y la Universidad de Georgetown (1970–79). Ella era una defensora de la idea de que la mejora en la atención médica era tan importante como la mejora en la educación para aumentar el crecimiento económico. En 1971, fue coautora de un informe notable que estimaba que entre el 30% y el 50% de los niños de D. C. que vivían en la pobreza podrían verse afectados por el envenenamiento por plomo, lo que provocó la búsqueda de pinturas sin plomo. Otro de sus notables informes sugirió que el 20% de los costos nacionales de atención médica se gastaron en pacientes con enfermedades terminales.
Fue miembro del Centro Internacional para Académicos Woodrow Wilson y de la Asociación Estadounidense de Salud Pública, y fue elegida miembro de la Academia Nacional de Medicina en 1974.

## Muerte
Falleció de cáncer en Washington en 1979. La Biblioteca de la Universidad de Georgetown tiene una colección de sus artículos.